# Поносов, Виктор Андреевич
Ви́ктор Андре́евич По́носов (9 августа 1933, Гусевка, Западно-Сибирский край — 25 декабря 2019, Горно-Алтайск) — первый секретарь Кош-Агачского районного (1970—1978) и Горно-Алтайского городского (1978—1983) комитетов КПСС.

## Биография
Родился 9 августа 1933 года в селе Гусевка.
Окончил Всесоюзный заочный финансово-экономический институт по специальности «экономист-финансист».
С 1958 года работал в Эликмонаре (Шебалинский район) инструктором райкома комсомола, затем — старшим инспектором, заведующим центральной сберкассой, в 1961—1962 — контролёром-ревизором, старшим инспектором управления Гортрудсберкасс и Госкредита Алтайского края (Барнаул), в 1962—1964 — старшим экономистом-финансистом территориального колхозно-совхозного управления (Сорокино, Алтайский край). В 1959 году принят в КПСС.
В последующие годы — контролёр-ревизор контрольно-ревизионного управления Министерства финансов РСФСР по Сорокинскому и Кытмановскому районам (1964—1965), по Горно-Алтайской автономной области (1965—1966).
С 1966 года — второй, в 1970—1978 — первый секретарь Кош-Агачского райкома КПСС. В 1978—1983 годы — первый секретарь Горно-Алтайского горкома КПСС. Уделял особое внимание заготовке кормов в районе со сложными природно-климатическими условиями, строительству оросительных систем в Кош-Агачском районе.
С 1983 года — управляющий делами Горно-Алтайского обкома КПСС, с 1991 — заведующий общим отделом президиума рессовета, в 1992—1997 годы — начальник финансово-хозяйственного управления Президиума Верховного Совета Республики Алтай.

## Награды
- орден Октябрьской Революции
- орден Трудового Красного Знамени
- орден «Знак Почёта»[4]
- орден «Тан Чолмон»[5]
- медали[4]
- Почётный гражданин Республики Алтай[1]
- Заслуженный деятель Республики Алтай (2004)[5].

## Память
Документы В. А. Поносова, относящиеся к 1972 году, хранятся в Пермском архиве социально-политической истории.